# Synasellus capitatus
Synasellus capitatus är en kräftdjursart som först beskrevs av Pedro Ivo Soares Braga 1968.  Synasellus capitatus ingår i släktet Synasellus och familjen sötvattensgråsuggor. Inga underarter finns listade i Catalogue of Life.